# US Fonctionnaires
Union Sportive des Fonctionnaires w skrócie US Fonctionnaires – madagaskarski klub piłkarski mający swą siedzibę w Antananarywie. 
Zespół US Fonctionnaires tylko raz zdobył tytuł mistrza Madagaskaru (1969).
Rok po zdobytym tytule mistrzowskim, zespół US Fonctionnaires brał udział w Afrykańskiej Lidze Mistrzów. W pierwszej rundzie zmierzył się z mistrzem Tanzanii, czyli Young Africans SC. Madagaskarczycy wygrali u siebie 4–2, jednak przegrali w Tanzanii aż 0–4. Madagaskarscy piłkarze przegrali w dwumeczu 4–6 i odpadli z turnieju.

## Sukcesy
- I liga[1]:
  - mistrzostwo (1):  1969.

## Występy w afrykańskich pucharach
| Sezon | Rozgrywki       | Runda | Kraj     | Klub              | Dom | Wyjazd | Dwumecz |
| ----- | --------------- | ----- | -------- | ----------------- | --- | ------ | ------- |
| 1970  | Puchar Mistrzów | 1     | Tanzania | Young Africans SC | 4–2 | 0–4    | 4–6     |

## Stadion
Domowe mecze klub rozgrywa na stadionie o nazwie Stade Municipal de Mahamasima w Antananarywie, który może pomieścić 22000 widzów.